# Palpita argyritis
Palpita argyritis là một loài bướm đêm trong họ Crambidae.